# Texas Is the Reason
Texas Is The Reason est un groupe d'emo et post-hardcore américain, originaire de New York. Inspiré par le punk (notamment les Misfits), le groupe publie son premier EP éponyme en 1995.
L'album Do You Know Who You Are sort en 1996 et est acclamé par la critique. Fidèle aux influences, émotionnel et mélodique, travaillé et fin, l'album sera une véritable révélation sur la scène emo et sera l'unique production du groupe qui se séparera bien vite. Chaque membre atterrira dans une nouvelle formation. Ils se séparent en 1997, et se réunissent de temps à autre ; en 2006, en 2012 et 2013.

## Biographie

### Débuts et séparation (1994–1997)
Norman Brannon (guitare), guitariste du groupe de punk hardcore Shelter, forme Texas Is the Reason avec son ami Chris Daly (batterie), ancien membre du groupe 108. Ils souhaitaient tous les deux quitter l'attitude macho et religieuse de leurs anciens groupes. Avec le bassiste de Fountainhead, Scott Winegard (basse),, ils recrutent le bassiste de Buffalo's Copper, Garrett Klahn (guitare/chant), pour compléter le quatuor.
Le nom de Texas Is the Reason s'inspire d'une chanson des Misfits, intitulée Bullet. Il fait aussi référence à la théorie du complot concernant l'assassinat de John F. Kennedy, selon laquelle le président aurait été tué par les démocrates du Texas afin de laisser Lyndon B. Johnson prendre le contrôle de la Maison Blanche. Après avoir publié trois chansons et un EP, Texas Is the Reason devient un succès underground. Ils publient un split single avec The Promise Ring au label Jade Tree Records. L'année suivante, en 1995, ils publient un autre split single avec Samuel au label britannique Simba.
Leur premier album, Do You Know Who You Are?, et produit par J. Robbins et publié au label Revelation Records. En 1997, après sa signature avec le label Capitol Records, le groupe se lance dans une tournée européenne. Le groupe décide de se séparer en 1997.

### Réunions (depuis 2006)
Après neuf ans de séparation, le groupe décide de se réunir pour un concert spécial dix ans de leur album Do You Know Who You Are. Il est annoncé au Irving Plaza de New York, le 25 novembre 2006, puis un second est annoncé.
En janvier 2012, Revelation Records annonce un concert spécial 25 ans au Glass House de Pomona, en Californie, pour juillet. Puis une tournée européenne en 2013.

## Membres
- Norm Arenas
- Chris Daly
- Scott Winegard
- Garret Klahn

## Discographie
- 1996 : Do You Know Who You Are?
- 1999 : Your Choice Live Series 037 (split live avec Samiam)